# ملعب ميتلايف
ملعب ميتلايف (بالإنجليزية: MetLife Stadium)‏ هو استاد رياضي في منطقة نيويورك، و هي جزء من المجمع الرياضي المسمى ميدولاندز، في شرق راذرفورد، نيوجيرسي. يعتبر ملعب فريق نيويورك جاينتس و نيويورك جيتس في دوري كرة القدم الأمريكية و المجاور لموقع لملعب نيويورك جاينتس السابق من عام 1976 حتى ديسمبر 2009 و ملعباً لفريق نيويورك جيتس من الفترة من عام 1984 حتى يناير 2010، و الملعب هو مشترك من قبل فريقين في دوري كرة القدم الأمريكية.
بتاريخ 25 مايو 2010، أعلن أنه حصل الملعب على فرصة استضافة السوبر بول سنة 2014، و هي المرة الأولى سيتم لعب مباراة السوبر بول في منطقة نيويورك، و هذه المرة الأولى التي تلعب فيها السوبر بول في مدينة باردة و ملعب غير مغلق تماماً.
تغير اسم الملعب في 2011 إلى ملعب ميتلايف بعد حصول شركة التأمين ميتلايف على حقوق التسمية لمدة 25 سنة.

## صور من الملعب

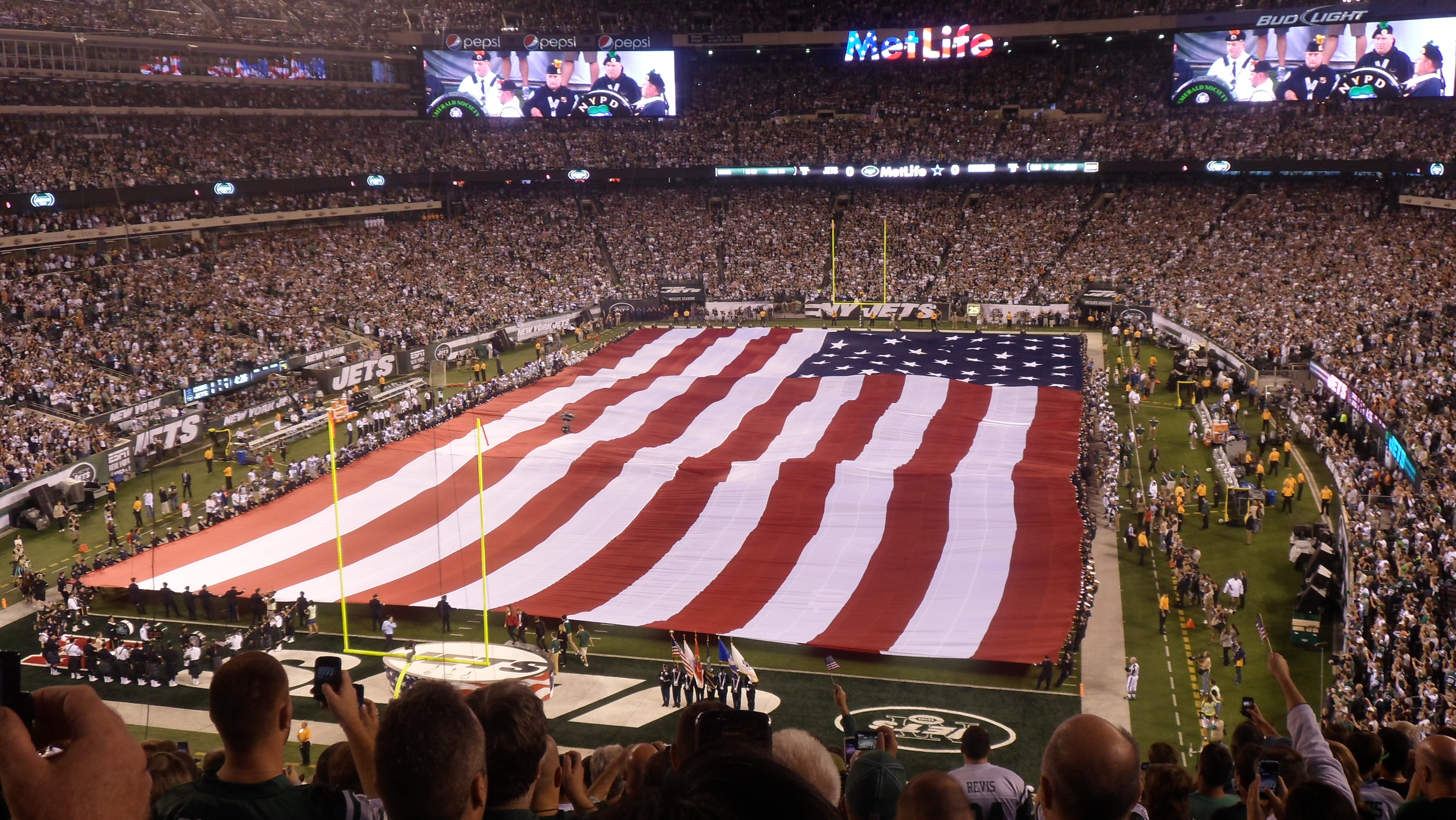
العلم الأمريكي خلال عزف النشيد الوطني الأمريكي قبل المباراة
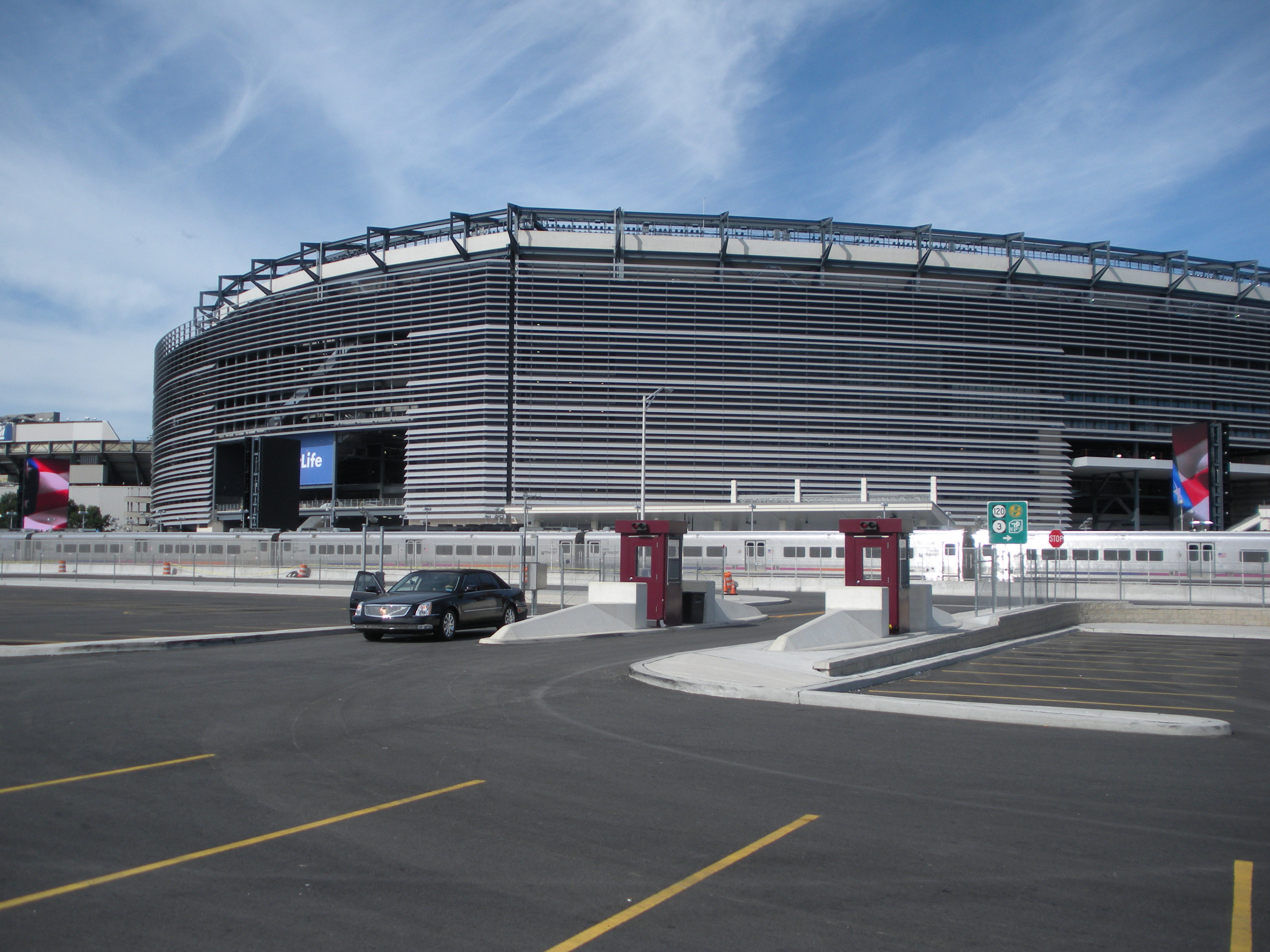
ملعب ميتلايف من الخارج
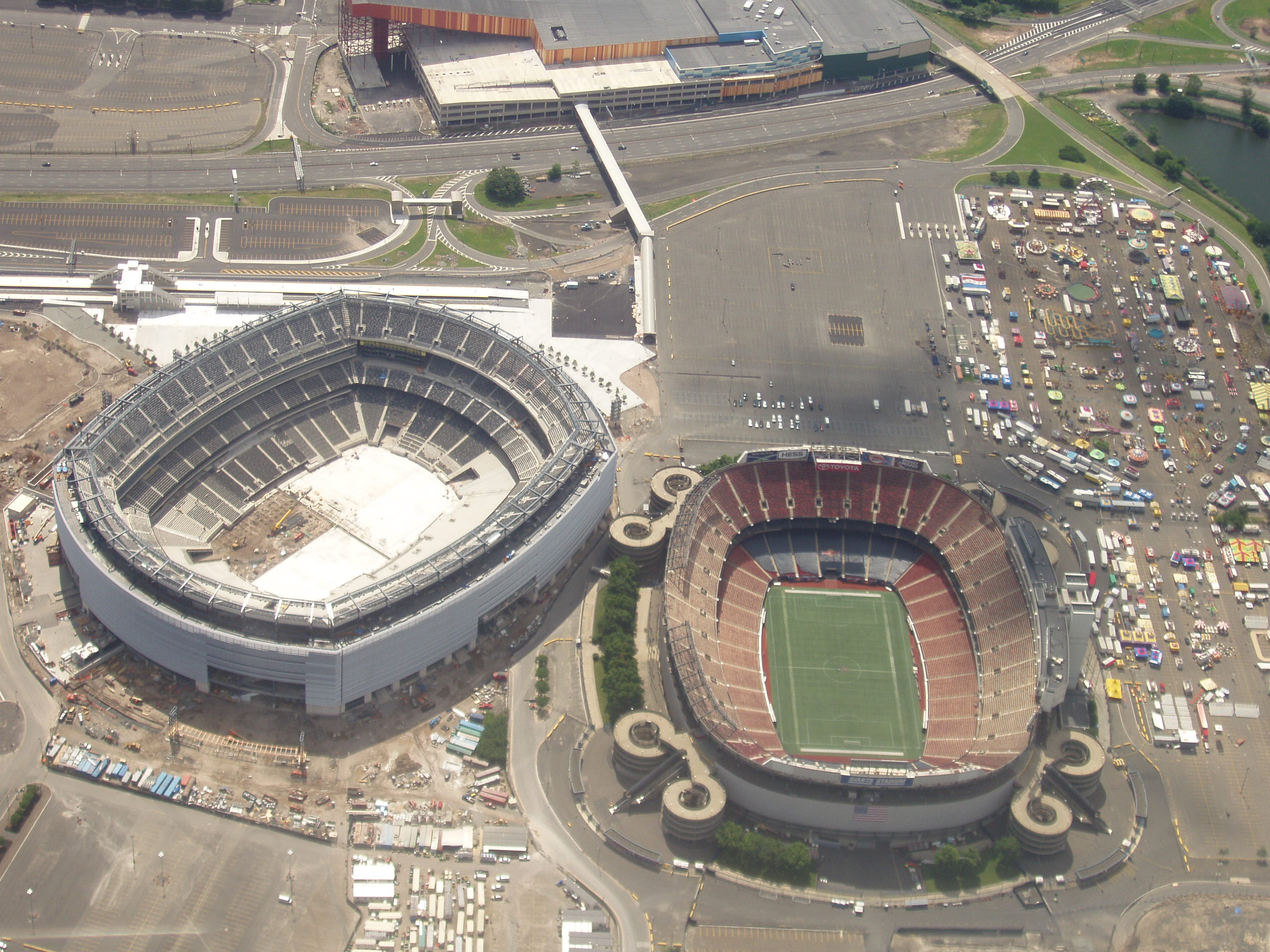
صورة جوية خلال عمليات بناء ملعب ميتلايف بجانب الملعب القديم سنة 2009